# Pilipinas Got Talent
Pilipinas Got Talent est une émission de télévision philippine diffusée sur le réseau ABS-CBN depuis le 20 février 2010. Le show a pris fin le  29 avril 2018 et fut remplacé par Your Face Sounds Familiar Kids.

### Source de la traduction
- (en) Cet article est partiellement ou en totalité issu de l’article de Wikipédia en anglais intitulé « Pilipinas Got Talent » (voir la liste des auteurs).